# Abdesslam Bekrat
Abdeslem Bekrate (en arabe : عبد السلام بكرات) est un haut fonctionnaire marocain.
En 2002, il est nommé gouverneur de la province d'Essaouira, puis en 2009, gouverneur de la province de Ouarzazate,, et ensuite en 2012 gouverneur de la préfecture de Salé.
Jusqu'en 2015, il occupe les postes de wali de la région Marrakech-Tensift-Al Haouz et gouverneur de la préfecture de Marrakech,.
Entre février et septembre 2016, il a été chef du pôle de la logistique et de la sécurité au sein du comité de pilotage de la COP22, avant d'être remplacé par Noureddine Boutayeb,.